# Pleso pod Zverovkou
Pleso pod Zverovkou je horské ledovcové jezero na Slovensku. Nachází v Roháčské dolině v Západních Tatrách. Je nejníže položené ze všech ples v Tatrách. Má rozlohu 0,3055 ha. Je 82 m dlouhé a 52 m široké. Dosahuje maximální hloubky 4,3 m a objemu 5429 m³. Leží v nadmořské výšce 973 m.

## Okolí
Břehy plesa jsou porostlé jehličnatým lesem.

## Vodní režim
Jezero nemá povrchový přítok ani odtok. Přibližně 80 m jihozápadně protéká Studený potok. Rozměry jezera v průběhu času zachycuje tabulka:
| Rok   | Měření prováděl | Rozloha ha | Délka m | Šířka m | Hloubka max.m | Objem m³ |
| ----- | --------------- | ---------- | ------- | ------- | ------------- | -------- |
| [ 2 ] | WET             | 0,31       | 82      | 52      | 1,2           | [ 2 ]    |
| 2005  | Gregor, Pacl    | 0,3055     | [ 2 ]   | [ 2 ]   | 4,3           | 5429     |

## Přístup
Po severozápadním břehu vede  zelená turistická značka, která je přístupná pěšky v období od 16. června do 31. října.
- po  zelené turistické značce od Zverovky.
- po  zelené turistické značce z Teplého žľabu.
- po neznačené cestě od zastávky autobusu Zverovka, která se napojuje na  zelenou turistické značce od Zverovky.